# 晚古生代大冰期

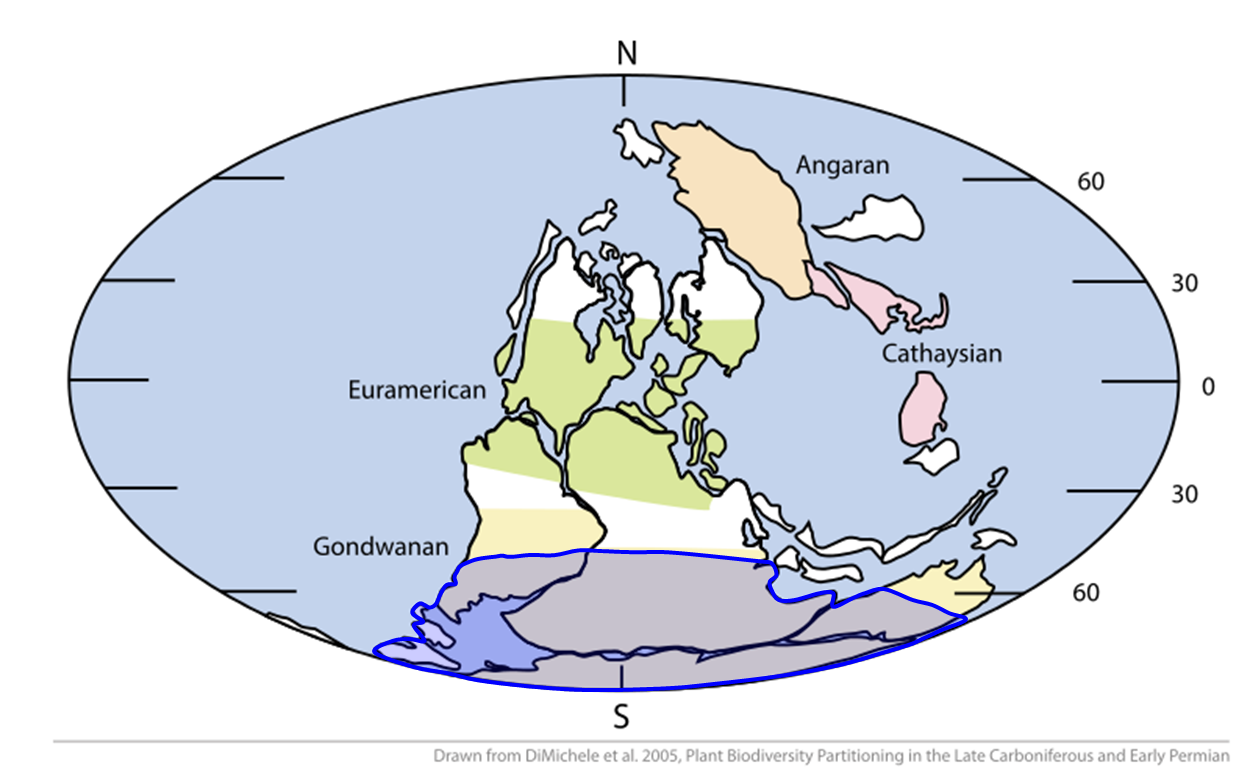
石炭紀和二疊紀期間岡瓦納大陸上的冰川作用（藍色）的大致範圍

晚古生代冰室(英語：late Paleozoic icehouse)，又稱晚古生代冰河時期（LPIA），舊稱卡魯冰河時代（Karoo ice age），是一個始於晚泥盆紀，終於晚二疊紀的冰河時期 ，發生於360至255百萬年(Mya)前，此時期有大型陸地冰川出現在地球表面。這是顯生宙的第二個主要冰室時期。它以在南非西部的卡魯盆地發現的蒂利岩（Dwyka Group）命名，冰河時期的證據在19世紀首次得到明確確認。